# Alirio Granadillo
Alirio Armando Granadillo Flores (Municipio Puerto Cabello, Venezuela, 20 de octubre de 1968) es un Gerente de Fútbol, entrenador y exfutbolista venezolano que se desempeñaba como portero.

## Introducción
Como futbolista, ocupó la posición de portero, dónde jugó en la década de los ochenta y los noventa formando parte de los equipos del Estado Aragua profesionales que participaron en la  Segunda División del Fútbol profesional Venezolano. Debutó en 1988 con el Deportivo Aragua de la Mano del Profesor Omar Cubillan Avila y donde se mantuvo hasta que cambiaron de nombre como Lobos de Aragua y posteriormente se llamarían Junior de Aragua equipo donde compartió camerino con jugadores de la talla de Nicola Simonelli jugador de la Selección Vinotinto en los años 80, Alirio Granadillo finalizó su carrera como jugador profesional en el Junior de Aragua. 
A nivel amateur representó al estado Aragua en múltiples torneos infantiles nacional e internacional.

## Trayectoria

#### Clubes Profesionales

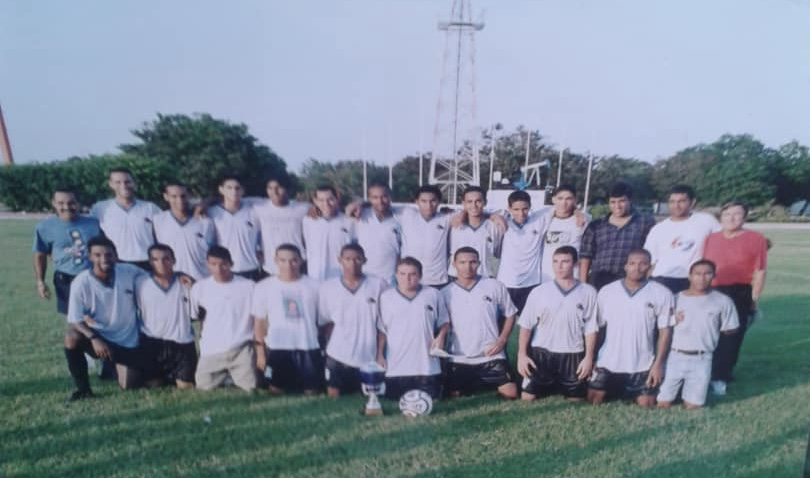
Plantel del Zulianos FC

Como entrenador, se inició en el Centro Hispano Venezolano de Aragua Fútbol Club dirigiendo a nivel amateur y a nivel profesional comenzó como asistente técnico de Cesar Farias en el Zulianos en la temporada 2001-02. El equipo logra el ascenso a la máxima categoría, sin embargo, el club decide un convenio con Unión Atlético Maracaibo para que este ocupara el lugar del equipo en la primera división, para ese momento, la sede del club se traslada a Lagunillas.
Como entrenador principal dirigió las categorías menores Sub-17 y Sub-20 del Zulianos de la temporada 2001-02, logrando clasificar hasta semifinales a la categoría Sub-17 dirigiendo una camada de jugadores que llegaron al profesional como Grenddy Perozo, Pedro Cordero y Kerwis Chirinos entre otros.
A finales del Año 2002 llega al Trujillanos Fútbol Club para incorporarse al cuerpo técnico de Cesar Farias en el que también formaba parte Marcos Mathías quien era su primer asistente técnico, lograrían salvarlo del descenso luego de estar en una muy mala posición en el torneo de apertura 2002/03 Primera División del Fútbol profesional Venezolano logrando mantenerse invicto durante 12 encuentros consecutivos.
Deportivo Táchira 

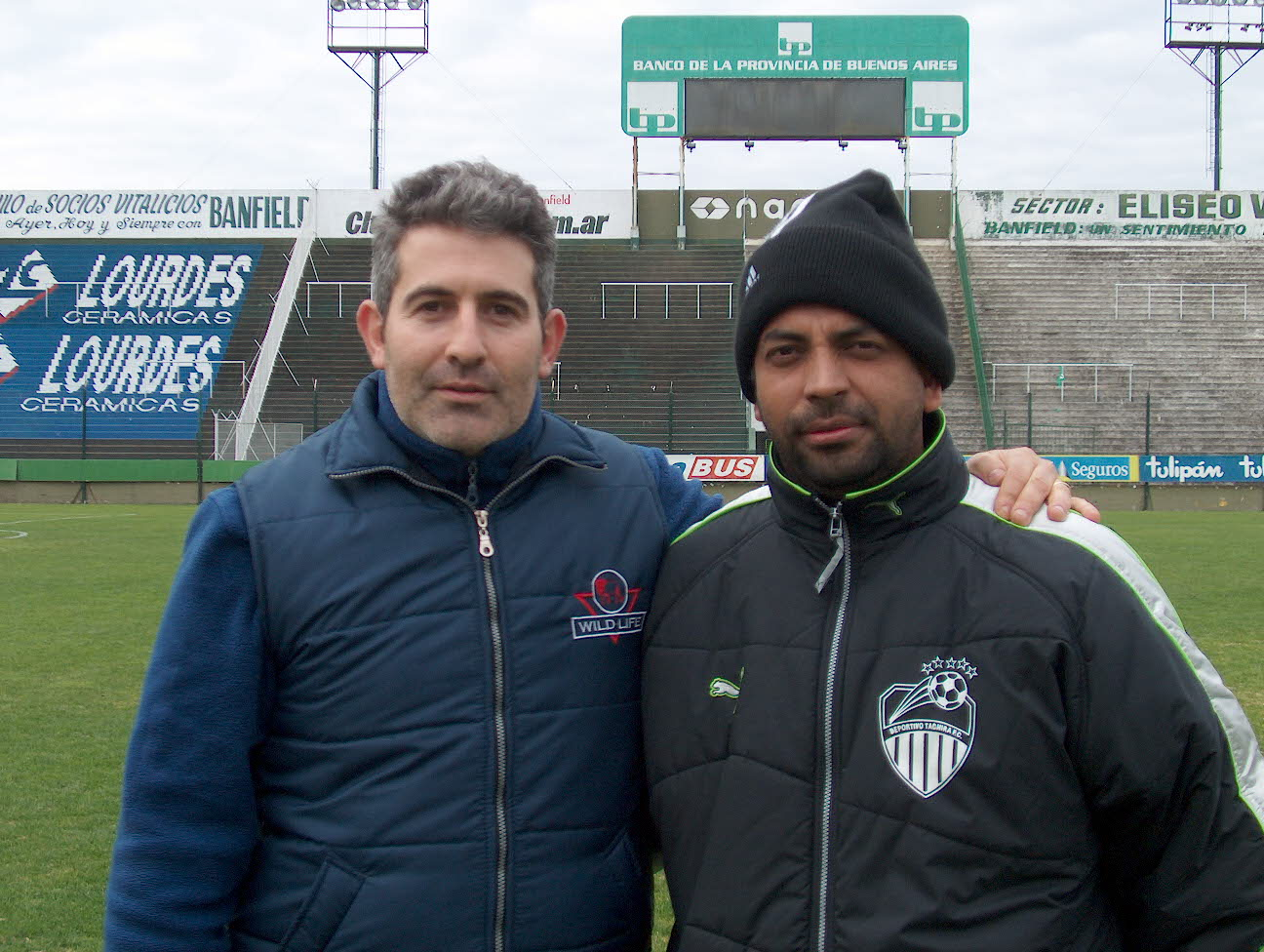
Alirio Granadillo con Perico Pérez

A mediados del 2003, se une al que es dirigido por Cesar Farias, como director deportivo y logran el subcampeonato en el Torneo Apertura 2002-03 Primera División del Fútbol profesional Venezolano, quedando igualado en puntos con el Caracas Fútbol Club y Mineros de Guayana, donde la Federación Venezolana de Fútbol decidió dirimir por una triangulación de enfrentamientos entre los clubes en lugar de jugar partidos extras. El cuadro dirigido por Cesar Farias clasificó a la Copa Libertadores de 2004, llegando a los cuartos de final del torneo de manera invicta, convirtiéndose en el primer y único equipo venezolano en lograr tal hazaña, un recorrido que tuvo en la primera fase en el Grupo 6 frente al Club Atlético River Plate, Club Deportes Tolima y Club Libertad; y vencer en los octavos de final al Club Nacional de Football de Montevideo y caer en cuartos de final con el semifinalista São Paulo Futebol Clube. En el 2005 nuevamente clasifican a la Copa Libertadores 2005.
A finales del 2005 un grupo de empresarios del Estado Zulia con Angel Sanchez a la cabeza, comienzan un proyecto ambicioso llamado Zulia Fútbol Club, un equipo de fútbol profesional con el objetivo de alcanzar la Primera División del Fútbol profesional Venezolano y me invitan formar parte como Gerente general y la responsabilidad de darle forma al proyecto naciendo el 30 de junio de 2005 comenzando a jugar en la Segunda División B de Venezuela en la temporada 2005/06. Tras dos años de lucha y arduo trabajo, el Zulia Fútbol Club se tituló campeón en la Segunda División B de Venezuela en la 2006-07 y posteriormente se coronaría campeón absoluto de la Segunda División Venezolana 2007-08, logrando así su promoción a la máxima categoría del balompié nacional. Ya en esta etapa Alirio Granadillo no se encontraba en el Club pero dejó las bases que a la postre consolidarían su ascenso a la Primera División del Fútbol profesional Venezolano.
Para la temporada 2007-2008 de la Primera División del Fútbol profesional Venezolano asume la Gerencia General del Deportivo Anzoátegui hasta finalizar el Torneo Apertura a mediados de diciembre de 2007, consiguiendo el subcampeonato nacional disputado con el Caracas Fútbol Club en un polémico reclamado en la mesa técnica de la FVF. Con el Deportivo Anzoátegui se logró una extraordinaria racha de 10 partidos seguidos sin conocer la derrota (7 victorias 3 empates).

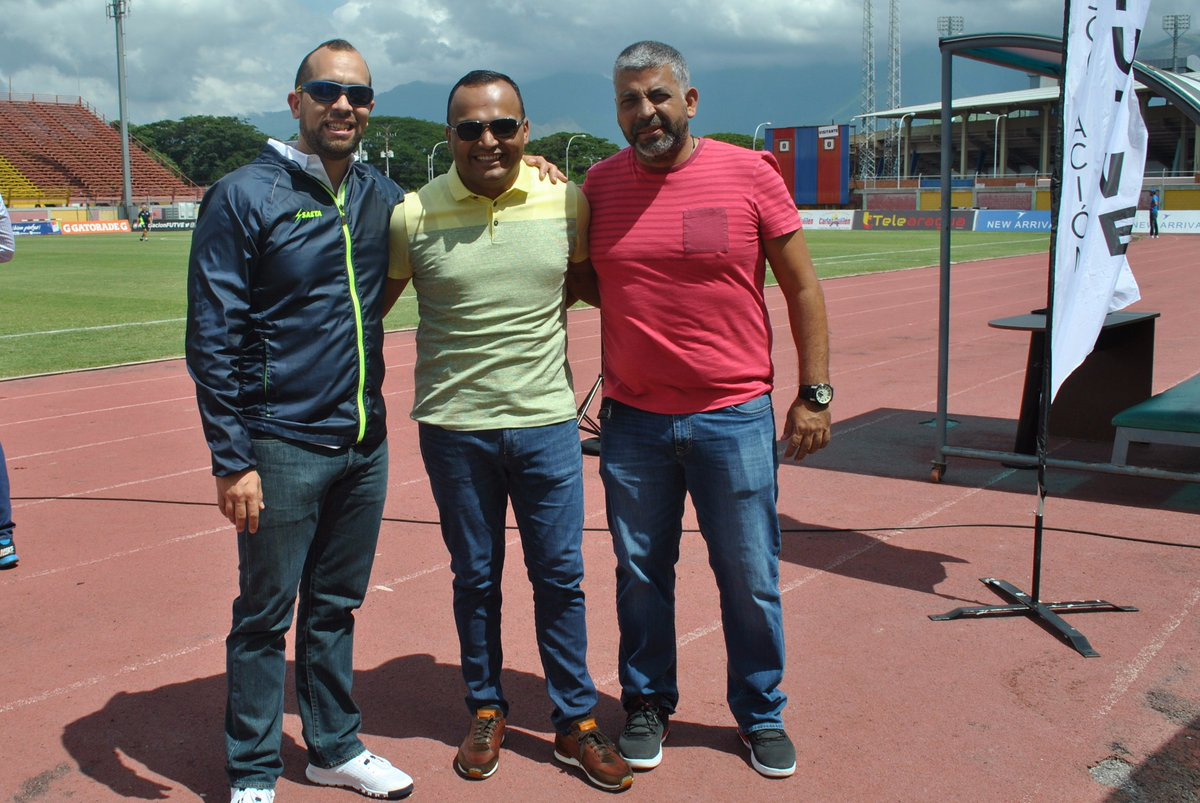
Alirio Granadillo con Ricardo Villarroel y Jorge Silva

En el Año 2015 Alirio Granadillo después de un breve receso asume el Aragua Fútbol Club  presidido por Ricardo Villarroel quién le ofrece la Gerencia General del Club. Durante su gestión se logró clasificar al octagonal final de los Torneo de Adecuación 2015 (Venezuela), Torneo Apertura 2016 (Venezuela), Torneo Apertura 2017 (Venezuela) y en el Torneo Apertura 2018 (Venezuela) y logran el Subcampeonato de la Copa Venezuela 2018.
El Atlético Venezuela Club de Fútbol se comunica con Alirio Granadillo para ofrecerle la Presidencia Ejecutiva, aceptando la responsabilidad por el periodo de un Año, donde logran clasificar al octagonal final por segunda vez en su corta historia en el Torneo Apertura 2019 (Venezuela). En su gestión a pesar de los múltiples inconveniente para jugar de local ya que el Estadio Nacional Brigido Iriarte se encontraban en muy malas condiciones y teniendo que jugar todos sus encuentros prácticamente de local en la ciudad de Puerto La Cruz en el Estadio José Antonio Anzoátegui, sin embargo le dio jerarquía contratando como técnico a Jaime de La Pava.

#### Selecciones Nacionales
En el Año 2008 Cesar Farias es nombrado por la Federación Venezolana de Fútbol Entrenador de la Selección de fútbol de Venezuela absoluta y la categoría Sub-20,  Cesar Farias lo incorpora a su Cuerpo Técnico como Asistente técnico audiovisual para desarrollar el departamento de Estadísticas y Videos, para luego convertirse en el Coordinador General de Selecciones en su proceso y en el de Manuel Plasencia quien es nombrado Seleccionador Nacional Interino una vez que Cesar Farias anunciara su renuncia como Seleccionador Nacional de Venezuela.

Durante el proceso de Cesar Farias luego de participar en el Campeonato Sudamericano de Fútbol Sub-20 de 2009 organizado por Conmebol en Venezuela se logra clasificar a la Selección de fútbol sub-20 de Venezuela al mundial de fútbol por primera vez en la historia para selección alguna de Venezuela que participaría en la Copa Mundial de fútbol Sub-20 de 2009 que se realizó en Egipto, llegando a octavos de final donde cedieron ante los Emiratos Árabes Unidos con marcador de (2-1). 

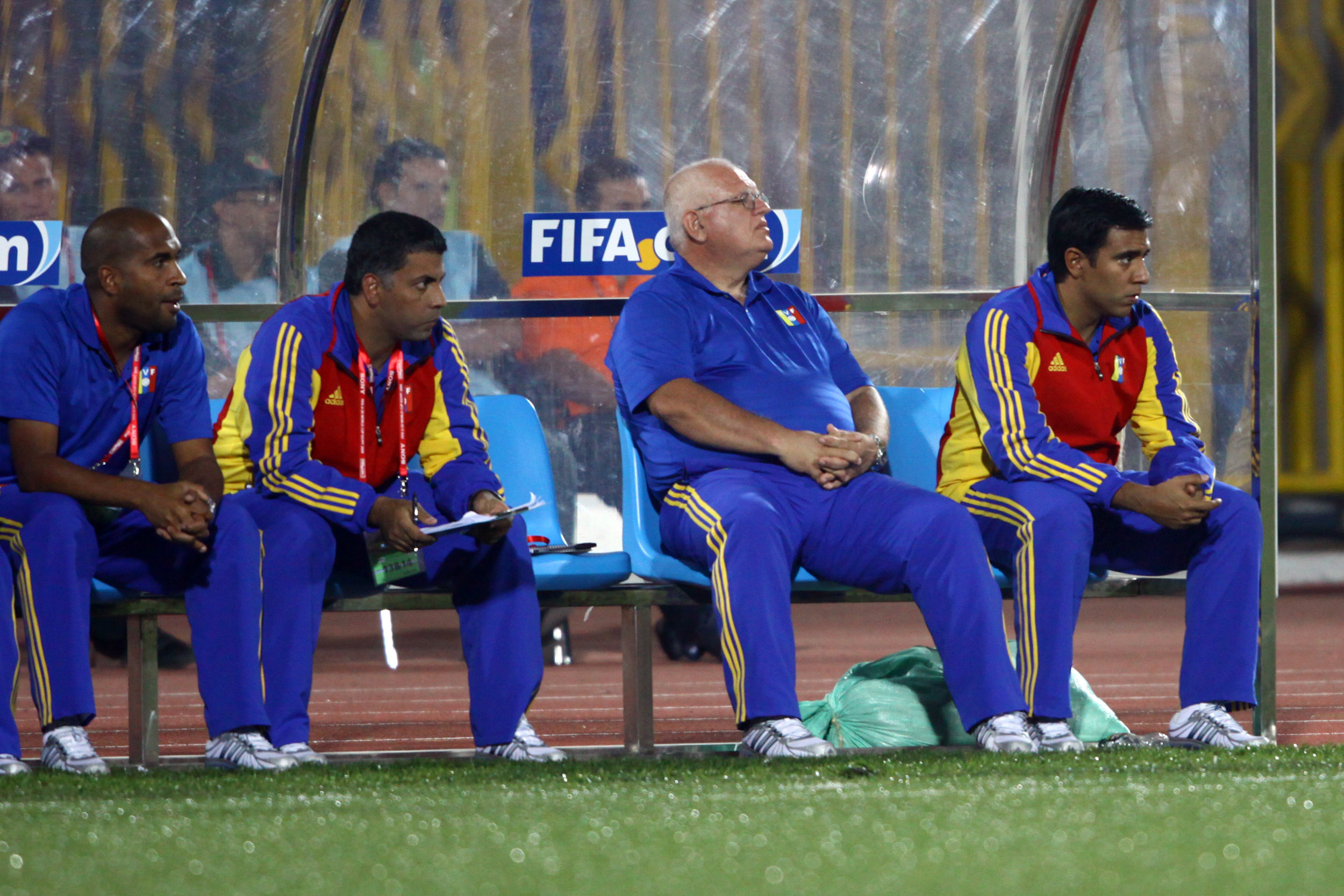
Mundial Sub-20 de Egipto 2009

La Selección de fútbol sub-20 de Venezuela ese mismo año, como preparación al Mundial Sub-20, participa en el Torneo Internacional de Fútbol Sub-20 de la Alcudia, en la cual consiguió el subcampeonato.
Estuvo en dos Eliminatorias Sudamericanas por Clasificación de Conmebol para la Copa Mundial de Fútbol de 2010 en la que se consiguieron sumar 22 puntos en una muy competitiva eliminatoria y donde la Selección de fútbol de Venezuela lucho hasta el final y en la Clasificación de Conmebol para la Copa Mundial de Fútbol de 2014 donde la selección culminó en el sexto lugar de la clasificación.
Se alcanzó las semifinales en la Copa América 2011, por primera vez en la historia para Venezuela, en las que cayó por penales ante Paraguay, y donde terminaría en el cuarto puesto después de caer frente a Perú (4-1), siendo la mejor participación en Copa América para la Selección de fútbol de Venezuela hasta el momento. 
Alirio Granadillo también coordinó la Selección de fútbol sub-17 de Venezuela que participó en el Campeonato Sudamericano de Fútbol Sub-17 de 2009 en Chile y la Selección de fútbol sub-20 de Venezuela en el Sudamericano Sub-20 de 2011 en Perú.
Alirio Granadillo después de la renuncia de Cesar Farias del Combinado Venezolano continuó como coordinador de la Selecciones durante el proceso de Manuel Plasencia hasta mediados del Año 2014, antes de la llegada de Noel Sanvicente como Seleccionador deja la coordinación de la Selección de fútbol de Venezuela.

## Durante su Gestión

### Torneos Nacionales
| Torneo                                      | Club                              | País      | Función              | Resultado        |
| ------------------------------------------- | --------------------------------- | --------- | -------------------- | ---------------- |
| Segunda División Venezolana 2001-02         | Zulianos Fútbol Club              | Venezuela | Asistente técnico    | Campeón          |
| Primera División de Venezuela Clausura 2003 | Trujillanos Fútbol Club           | Venezuela | Asistente técnico    | Tercer puesto    |
| Primera División de Venezuela 2003-04       | Deportivo Táchira Fútbol Club     | Venezuela | Director deportivo   | Subcampeón       |
| Segunda División B de Venezuela 2006-07     | Zulia Fútbol Club                 | Venezuela | Gerente General      | Campeón          |
| Primera División de Venezuela Apertura 2007 | Deportivo Anzoátegui Sport Club   | Venezuela | Director deportivo   | Subcampeón       |
| Torneo de Adecuación 2015 (Venezuela)       | Aragua Fútbol Club                | Venezuela | Gerente General      | Semifinal        |
| Torneo Apertura 2016 (Venezuela)            | Aragua Fútbol Club                | Venezuela | Gerente General      | Cuartos de final |
| Torneo Clausura 2016 (Venezuela)            | Aragua Fútbol Club                | Venezuela | Gerente General      | 13º posición     |
| Torneo Apertura 2017 (Venezuela)            | Aragua Fútbol Club                | Venezuela | Gerente General      | Cuartos de final |
| Torneo Clausura 2017 (Venezuela)            | Aragua Fútbol Club                | Venezuela | Gerente General      | 16.ª posición    |
| Torneo Apertura 2018 (Venezuela)            | Aragua Fútbol Club                | Venezuela | Gerente General      | Cuartos de final |
| Torneo Clausura 2018 (Venezuela)            | Atlético Venezuela Club de Fútbol | Venezuela | Presidente ejecutivo | 14ª posición     |
| Torneo Apertura 2019 (Venezuela)            | Atlético Venezuela Club de Fútbol | Venezuela | Presidente ejecutivo | Cuartos de final |

### Copas Nacionales
| Título              | Sede      | Resultado         |
| ------------------- | --------- | ----------------- |
| Copa Venezuela 2015 | Venezuela | Octavos de final  |
| Copa Venezuela 2016 | Venezuela | Octavos de final  |
| Copa Venezuela 2017 | Venezuela | Cuartos de final  |
| Copa Venezuela 2018 | Venezuela | Subcampeón        |
| Copa Venezuela 2019 | Venezuela | 16º Dieciseisavos |

### Torneos internacionales
| Título                 | Organizador | Resultado        |
| ---------------------- | ----------- | ---------------- |
| Copa Libertadores 2004 | CONMEBOL    | Cuartos de final |
| Copa Libertadores 2005 | CONMEBOL    | Segunda Fase     |

## Selecciones Nacionales

### Selección mayor
| Torneo                                                           | Organizador | País      | Función                            | Resultado   |
| ---------------------------------------------------------------- | ----------- | --------- | ---------------------------------- | ----------- |
| Clasificación de Conmebol para la Copa Mundial de Fútbol de 2010 | CONMEBOL    | Venezuela | Coordinador General de Selecciones | 8ª posición |
| Clasificación de Conmebol para la Copa Mundial de Fútbol de 2014 | CONMEBOL    | Venezuela | Coordinador General de Selecciones | 6ª posición |
| Copa América 2011 Argentina                                      | CONMEBOL    | Venezuela | Coordinador General de Selecciones | Semifinal   |

### Selecciones Menores
| Torneo                                                          | Organizador | País      | Función                            | Resultado        |
| --------------------------------------------------------------- | ----------- | --------- | ---------------------------------- | ---------------- |
| Campeonato Sudamericano de Fútbol Sub-20 de 2009 Venezuela      | CONMEBOL    | Venezuela | Coordinador General de Selecciones | 4ª posición      |
| Torneo Internacional de Fútbol Sub-20 de la Alcudia 2009 España | C.O.T.I.F   | Venezuela | Coordinador General de Selecciones | Subcampeón       |
| Campeonato Sudamericano de Fútbol Sub-17 de 2009 Chile          | CONMEBOL    | Venezuela | Coordinador General de Selecciones | Primera Fase     |
| Copa Mundial de Fútbol Sub-20 de 2009 Egipto                    | FIFA        | Venezuela | Coordinador General de Selecciones | Octavos de final |
| Campeonato Sudamericano de Fútbol Sub-20 de 2011 Perú           | CONMEBOL    | Venezuela | Coordinador General de Selecciones | Primera Fase     |